# Ла-Бастид-Прадин
Ла-Басти́д-Пради́н (фр. La Bastide-Pradines, окс. La Bastida de Pradinas) — коммуна во Франции, находится в регионе Окситания. Департамент — Аверон. Входит в состав кантона Сент-Африк. Округ коммуны — Мийо.
Код INSEE коммуны — 12022.
Коммуна расположена приблизительно в 550 км к югу от Парижа, в 140 км восточнее Тулузы, в 55 км к юго-востоку от Родеза.

## Население
Население коммуны на 2008 год составляло 109 человек.
| 1962 | 1968 | 1975 | 1982 | 1990 | 1999 | 2008 |
| ---- | ---- | ---- | ---- | ---- | ---- | ---- |
| 143  | 143  | 118  | 97   | 102  | 98   | 109  |

## Экономика
В 2007 году среди 64 человек в трудоспособном возрасте (15—64 лет) 47 были экономически активными, 17 — неактивными (показатель активности — 73,4 %, в 1999 году было 67,7 %). Из 47 активных работали 38 человек (22 мужчины и 16 женщин), безработных было 9 (2 мужчин и 7 женщин). Среди 17 неактивных 2 человека были учениками или студентами, 9 — пенсионерами, 6 были неактивными по другим причинам.